# Sanchezia longiflora
Sanchezia longiflora är en akantusväxtart som beskrevs av Joseph Dalton Hooker och Jules Émile Planchon. Sanchezia longiflora ingår i släktet Sanchezia och familjen akantusväxter. Inga underarter finns listade i Catalogue of Life.